# GNOME Screenshot
GNOME Screenshot é uma aplicação utilizada no ambiente de trabalho GNOME para tirar capturas de ecrã. Ele fazia parte do pacote GNOME Utilities (gnome-utils), mas foi posteriormente dividido em seu próprio pacote para a versão 3.3.1 em 2011.

## Características
Fornece muitas opções, como a capacidade de capturar toda a área de trabalho ou apenas uma janela, capturar a imagem após um determinado período de tempo e a capacidade de escolher se deseja aplicar efeitos à imagem.
A aplicação análoga no KDE é o KSnapshot.